# Querschnitt (Fernsehsendung)
Querschnitt war der Name einer populärwissenschaftlichen Fernsehsendung, die von 1971 bis 1989 im Zweiten Deutschen Fernsehen ausgestrahlt wurde. Der Wissenschaftsjournalist Hoimar von Ditfurth stellte dabei komplexe naturwissenschaftliche Sachverhalte und Zusammenhänge in einer für den Fernsehzuschauer allgemeinverständlichen Form dar. Als Co-Moderator der 45-minütigen Sendung, die anfänglich im zweimonatlichen Rhythmus ausgestrahlt wurde, fungierte der Physiker Volker Arzt. Die thematische Bandbreite der Sendung umfasste nahezu alle Gebiete aus Naturwissenschaft und Forschung. 
Ein besonderes Augenmerk der monothematisch aufgebauten Sendung galt dabei der inhaltlichen Auseinandersetzung mit Pseudo- und Grenzwissenschaften. So löste von Ditfurth mit der Sendung Die Sterne lügen nicht eine öffentliche Kontroverse um das Thema Astrologie aus. Und 1978 kündigte er den anthropogenen Klimawandel als einer der ersten im deutschen Fernsehen an.
Das erfolgreiche Konzept der Sendung – sie erreichte eine Einschaltquote von bis zu 10 Millionen Fernsehzuschauern – begründete das Entstehen nachfolgender Wissenschaftssendungen im deutschen Fernsehen.

## Geschichte
Die Idee zu der Sendung stammte von Hoimar von Ditfurth selbst, der bereits seit 1964 einzelne Wissenschaftssendungen beim Westdeutschen Rundfunk moderiert hatte. Die positive Zuschauerresonanz bewog ihn, den Sender um einen festen Programmplatz zu bitten. Der WDR war jedoch nicht bereit, die Sendezeit für die von ihm geforderten sechs Sendungen pro Jahr einzuräumen. Daraufhin wandte sich von Ditfurth an das ZDF, das er von seinem Sendekonzept überzeugen konnte.
Die erste Sendung wurde am 18. Januar 1971 unter dem Titel Reise in die Vergangenheit ausgestrahlt. Insgesamt wurden 87 Folgen produziert. Die Sendung hieß zunächst Querschnitt und wurde 1981 in Querschnitte umbenannt. Zu diesem Zeitpunkt begann auch die Kooperation mit dem Magazin Geo, das Reportagen zu den Sendungen veröffentlichte. Zusammen mit Volker Arzt veröffentlichte er auch zwei Bücher zu der Sendung, die unter dem Titel Dimensionen des Lebens und Querschnitt – Dimension des Lebens II auf dem Markt erschienen. Nach der 66. Folge am 17. Dezember 1983 zog sich Hoimar von Ditfurth von der Moderation der Sendung zurück und gab diese an Volker Arzt ab. Die 87. und letzte Folge lief am 23. Oktober 1989 unter dem Titel Turmbau zu Babel.	